# Arenales Bajos
Arenales Bajos es un barrio ubicado en el municipio de Isabela en el estado libre asociado de Puerto Rico. En el Censo de 2010 tenía una población de 3.591 habitantes y una densidad poblacional de 541,18 personas por km².

## Geografía
Arenales Bajos se encuentra ubicado en las coordenadas 18°27′27″N 67°1′43″O / 18.45750, -67.02861. Según la Oficina del Censo de los Estados Unidos, Arenales Bajos tiene una superficie total de 6.64 km², de la cual 6.63 km² corresponden a tierra firme y (0.04%) 0 km² es agua.

## Demografía
Según el censo de 2010, había 3.591 personas residiendo en Arenales Bajos. La densidad de población era de 541,18 hab./km². De los 3.591 habitantes, Arenales Bajos estaba compuesto por el 84.1% blancos, el 8.72% eran afroamericanos, el 0.19% eran amerindios, el 0.11% eran asiáticos, el 4.18% eran de otras razas y el 2.7% pertenecían a dos o más razas. Del total de la población el 99.33% eran hispanos o latinos de cualquier raza.